# Cuphea spruceana
Cuphea spruceana är en fackelblomsväxtart som beskrevs av Emil Bernhard Koehne. Cuphea spruceana ingår i släktet blossblommor, och familjen fackelblomsväxter. Inga underarter finns listade i Catalogue of Life.